# ENERGY (CHAGE and ASKAのアルバム)
『ENERGY』（エナジー）は、チャゲ&飛鳥（現：CHAGE and ASKA）の11作目のオリジナル・アルバムで、本作の4曲目の楽曲名である。1988年11月21日に発売された。発売元はポニーキャニオン。
1989年3月21日にはGOLD CD、1990年7月21日・1999年12月16日・2001年7月18日はCD、1993年12月17日はAPO-CD、2009年10月21日はSHM-CDで再発売された。

## 背景・リリース
前作『RHAPSODY』からおよそ8か月で発売された。
2009年10月21日には、紙ジャケット・シリーズの一環としてSHM-CD仕様でヤマハミュージックコミュニケーションズより再発売された。

## 制作
前作『RHAPSODY』を制作する際にロンドンに渡ってレコーディングを行う予定であったが断念する結果となったため、本作からロンドンでレコーディングを行う予定であったが、ソロ活動やツアーの準備、楽曲提供などで多忙となったためにロンドン・レコーディングの準備が出来ず延期となった。そのため、ロンドンからミュージシャンやエンジニアを日本に呼んでレコーディングを行う方式に変更した。
レコーディングは、飛鳥（現：ASKA）が知人と出資して設立したスタジオ『BURNISH STONE』で初めて行なわれた。
招いたミュージシャン達は譜面が読めなかったため、デモテープを聴かせながらアイディアを出していくという手法でレコーディングが進められた。

## 収録曲
| #  | タイトル        | 作詞        | 作曲   | 編曲     | 時間 |
| -- | --------------- | ----------- | ------ | -------- | ---- |
| 1. | 「ripple ring」 | CHAGE&ASUKA | CHAGE  | 十川知司 | 5:46 |
| 2. | 「Trip」        | 飛鳥涼      | 飛鳥涼 | 十川知司 | 6:00 |
| 3. | 「赤いベッド」  | 澤地隆      | CHAGE  | 国吉良一 | 4:55 |
| 4. | 「Energy」      | 飛鳥涼      | 飛鳥涼 | 瀬尾一三 | 4:00 |
| 5. | 「Rainy Night」 | 澤地隆      | CHAGE  | 国吉良一 | 4:54 |

| #         | タイトル            | 作詞      | 作曲      | 編曲      | 時間  |
| --------- | ------------------- | --------- | --------- | --------- | ----- |
| 6.        | 「東京Doll」        | 澤地隆    | CHAGE     | 国吉良一  | 5:14  |
| 7.        | 「Love Affair」     | 飛鳥涼    | 飛鳥涼    | 国吉良一  | 4:20  |
| 8.        | 「夢のあとさき」    | 澤地隆    | CHAGE     | 瀬尾一三  | 5:12  |
| 9.        | 「迷宮のReplicant」 | 飛鳥涼    | 飛鳥涼    | 十川知司  | 4:37  |
| 10.       | 「Far Away」        | 飛鳥涼    | 飛鳥涼    | 瀬尾一三  | 6:04  |
| 合計時間: | 合計時間:           | 合計時間: | 合計時間: | 合計時間: | 51:02 |

## 楽曲解説
1. ripple ring
1988年5月21日に発売されたシングル「ラプソディ」のカップリング曲。
特に表記は無いが、アルバム・バージョンとなっており、シングル収録時よりも演奏時間が長くなっている。
1990年に発売されたバラッドアルバム『THE STORY of BALLAD』にもこのバージョンで収録されている。
2. Trip
1988年10月5日発売のシングル曲。
曲の最後にテンポ・チェンジして新たなパートが追加されており、シングル収録時より演奏時間が長くなっている。
3. 赤いベッド
1994年に発売された2枚組アルバム『Yin&Yang』にも収録されている。
4. Energy
TBS系情報番組『朝のホットライン』エンディングソング[注 4]。
アルバム『Yin&Yang』にも収録されている。
5. Rainy Night
6. 東京Doll
ロンドンからやってきたミュージシャンをヒントに制作された楽曲[5]。
1999年に台湾で発売されたベスト・アルバム『倆角形 Duet Angle 20th anniversary』CHAGE SIDEにも収録されている。
7. Love Affair
清水宏次朗に提供したシングル曲をセルフカバーした楽曲。
アルバム『Yin&Yang』にも収録されている。
8. 夢のあとさき
9. 迷宮のReplicant
アルバム『THE STORY of BALLAD』にも収録されている。
10. Far Away
アルバム『THE STORY of BALLAD』にも収録されている。
2010年に飛鳥がアルバム『君の知らない君の歌』でセルフカバーしている。

## 参加ミュージシャン
- Drums & Percussions：Richard Stevens
- Drums：菅沼孝三（M-1）
- Bass：Desmond Foster、雨水英司（M-1）
- Electric Guitar：Glenn Nightingale、近藤敬三（M-1）
- Keyboards：国吉良一、十川知司、澤近泰輔（M-1）
- Spanish Guitar：Glenn Nightingale
- Acoustic Guitar：矢島賢（M-4）、笛吹利明（M-1）
- Synthesizer Manipulator：松武秀樹、中山信彦